# Nagisa Ōshima
Pour les articles homonymes, voir Ōshima.
Nagisa Ōshima (大島 渚, Ōshima Nagisa), né le 31 mars 1932 à Kyoto et mort le 15 janvier 2013 à Fujisawa, est un réalisateur japonais. Plusieurs de ses films font scandale au Japon ou en Europe, par leur aspect politique (Nuit et brouillard au Japon, Furyo) ou transgressif (L'Empire des sens).

## Biographie

### Jeunesse
Nagisa Ōshima passe sa jeunesse à Kyoto, auprès de sa sœur cadette et de sa mère, qui les élève seule après le décès de son époux en 1938. Accepté à l'université de Kyoto, il en sort diplômé en droit et politique en 1954. Cette même année il décide de se consacrer au cinéma après avoir assisté à une projection du film Le jardin des femmes de Keisuke Kinoshita. Il est reçu au concours d'assistant de réalisation aux studios de la Shōchiku d'Ōfuna (ja) jusqu'en 1959, auprès notamment, de Masaki Kobayashi, Hideo Ōba ou encore Yoshitarō Nomura. Il publie durant cette période des critiques cinématographiques qu'il axe sur la « nouvelle vague » franco-polonaise, la revue des assistants de la Shōchiku publie également onze scénarios originaux signés de sa main.

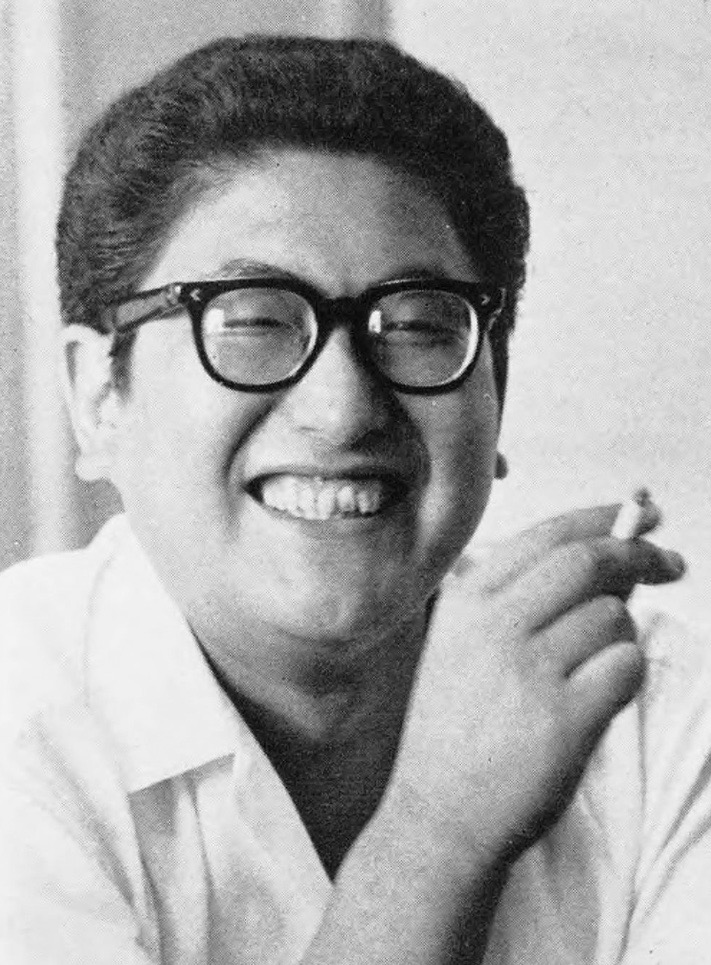
Nagisa Ōshima vers 1960.

Toujours en 1959, soutenu par la compagnie, il tourne son premier film, Une ville d'amour et d'espoir ou le Garçon vendeur de colombes. Deux autres lui succèdent immédiatement : Contes cruels de la jeunesse (qui sort en salle au moment où des étudiants et des travailleurs encerclent la Diète pour protester contre la ratification du traité de sécurité américano-japonais) et l'Enterrement du soleil (1960).
Grâce à un style et des sujets qui amènent un vent de fraîcheur et de renouveau, ces films lui permettent de s'inscrire comme chef de file de la « nouvelle vague » (terme qu'il trouve ridicule) de la Shōchiku avec Masahiro Shinoda et Yoshishige Yoshida. En 1960, son film Nuit et brouillard au Japon fait scandale en traitant du renouvellement du traité américano-japonais, de 1960 de ses nombreux impacts politiques et des événements violents qui en découlèrent. Tourné presque à l'insu de la compagnie, celle-ci le retirera de l'affiche après quatre jours. C'est à la suite de ces événements qu'Ōshima quittera la compagnie pour se lancer dans la production indépendante et dans des activités littéraires variées. En 1961 ses premières productions personnelles démarrent avec le Piège / une Bête à nourrir d'après l'œuvre éponyme de Kenzaburō Ōe.

### L'Empire des sens
À la fin de l'été 1972, en rentrant du Festival de Venise, Nagisa Ōshima fait étape à Paris où le producteur Anatole Dauman lui propose de financer la réalisation d'un film érotique. Sitôt rentré au Japon, Nagisa Ōshima commence la préparation du tournage de Corrida de l'amour (qui prendra en France pour titre L'Empire des sens) racontant l'histoire véridique d'une prostituée nommée Sada Abe. À sa sortie, en 1976, le film fait scandale et est censuré par les autorités japonaises. Mais grâce à Anatole Dauman, il est présenté au Festival de Cannes 1976, lors de la Quinzaine des réalisateurs ; puis est distribué dans le monde entier où il obtient un très grand succès. Pourtant, en juillet 1976, la police perquisitionne dans les locaux de la maison d'édition San'ichi shobo et au domicile du cinéaste. Le livre L'Empire des Sens, comprenant le scénario du film et plusieurs photos de plateau, est saisi. L'éditeur Takemura Ajime et Nagisa Ōshima, accusés d'obscénité en vertu de l'article 175 du code pénal japonais, sont poursuivis par le Parquet. En décembre 1979, après 3 ans de procédures et 23 audiences, les deux accusés sont finalement relaxés.

### Fin de vie et mort
En 1999, l'année de sortie de son dernier film, Tabou (Gohatto), Nagisa Ōshima affirme mettre fin à sa carrière pour cause de paralysie. Hospitalisé en 2012, il meurt d'une infection pulmonaire dans la banlieue de Tokyo, à l'hôpital de Fujisawa, le 15 janvier 2013. Son corps est incinéré.
Il laisse dans son sillage une œuvre de quelque 50 courts-métrages, longs-métrages et téléfilms.

## Filmographie

### Cinéma

#### Courts et moyens métrages
- 1959 : Les Soleils de demain (明日の太陽, Asu no taiyō?)[6] (6 minutes)
- 1964 : Première aventure d'un petit enfant (小さな冒険旅行, Chiisana bōken ryoko?)[7] (60 minutes)
- 1964 : Me voici, Bellett (私はベレット, Watashi wa Bellett?)[8] (27 minutes)
- 1965 : Le Journal de Yunbogi (ユンボギの日記, Yunbogi no nikki?)[9] (30 minutes)

#### Longs métrages
- 1959 : Une ville d'amour et d'espoir alias Le Garçon vendeur de colombes (愛と希望の街, Ai to kibō no machi?)
- 1960 : Contes cruels de la jeunesse (青春残酷物語, Seishun zankoku monogatari?)
- 1960 : L'Enterrement du soleil (太陽の墓場, Taiyō no hakaba?)
- 1960 : Nuit et brouillard au Japon (日本の夜と霧, Nihon no yoru to kiri?)
- 1961 : Le Piège (飼育, Shiiku?)
- 1962 : Le Révolté (天草四郎時貞, Amakusa Shirō Tokisada?)
- 1965 : Les Plaisirs de la chair (悦楽, Etsuraku?)
- 1966 : L'Obsédé en plein jour (白昼の通り魔, Hakuchū no tōrima?)
- 1967 : Carnets secrets des ninjas (忍者武芸帳, Ninja bugeichō?)
- 1967 : À propos des chansons paillardes japonaises (日本春歌考, Nihon shunkakō?)
- 1967 : Été japonais : Double suicide contraint (無理心中日本の夏, Muri shinjū : Nihon no natsu?)
- 1968 : La Pendaison (絞死刑, Kōshikei?)
- 1968 : Le Retour des trois soûlards (帰って来たヨッパライ, Kaettekita yopparai?)
- 1969 : Journal d'un voleur de Shinjuku (新宿泥棒日記, Shinjuku dorobō nikki?)
- 1969 : Le Petit Garçon (少年, Shōnen?)
- 1970 : Il est mort après la guerre (東京戰争戦後秘話, Tōkyō sensō sengo hiwa?)
- 1971 : La Cérémonie (儀式, Gishiki?)
- 1972 : Une petite sœur pour l’été (夏の妹, Natsu no imōto?)
- 1976 : L'Empire des sens (愛のコリーダ, Ai no korīda?)
- 1978 : L'Empire de la passion (愛の亡霊, Ai no bōrei?)
- 1983 : Furyo (戦場のメリークリスマス, Senjō no merī Kurisumasu?)
- 1986 : Max mon amour (マックス、モン・アムール, Makkusu, mon amūru?)
- 1999 : Tabou (御法度, Gohatto?)

### Télévision
- 1962 : Kori no naka no seishun (氷の中の青春?) (documentaire)
- 1963 : The Forgotten Imperial Army (忘れられた皇軍, Wasurerareta kogun?)[10] (documentaire)
- 1964 : Seishun no ishibumi (青春の碑?) (documentaire)
- 1964 : Aisure bakoso (愛すればこそ?)
- 1964 : Aru kokutetsu jōmuin (ある国鉄乗務員?) (documentaire)
- 1964 : Aogeba tōtoshi (仰げば尊し?)
- 1964 : Gimei shojo (documentaire)
- 1964 : Hankotsu no toride (反骨の砦?) (documentaire)
- 1964 : Chita Niseigō taiheiyō ōdan (チタ二世号太平洋横断?) (documentaire)
- 1964 : Dawn of Asia (アジアの曙, Aija no akebono?)[11] (série historique de 13 épisodes)
- 1965 : Gyosen sonansu (漁船遭難す?) (documentaire)
- 1968 : Dai tōa sensō (大東亜戦争?) (documentaire)
- 1972 : Kyojin gun (巨人軍?) (documentaire)
- 1972 : Joy! Bangla (ジョイ！バングラ, Joi! Bangura?)[12] (documentaire)
- 1972 : The Village of the Blind Musicians (ごぜ・盲目の女旅芸人, Goze: Momoku no onna-tabigeinin?)[13] (documentaire)
- 1973 : The Father of Bangladesh (Bengal no chichi: Rahman?)[14] (documentaire)
- 1975 : The Battle of Tsushima (生きている日本海海戦, Ikiteiru nihonkai-kaisen?)[15] (documentaire)
- 1976 : The Life of Mao (伝記・毛沢東, Denki: Mō Takutō?)[16] (documentaire)
- 1976 : Ogon no daichi Bengalu (黄金の大地 ベンガル?) (documentaire)
- 1976 : Graves at Sea (生きている海の墓標, Ikiteiru umi no bohyō?)[17] (documentaire)
- 1976 : The Island of the Final Battle (生きている玉砕の島, Ikiteiru gyokusai no shima?)[18] (documentaire)
- 1977 : Yokoi Shoichi: Guamu-to 28 nen no nazo o ou (横井正一グアム島の 28 年の謎を追う?) (documentaire)
- 1977 : Shisha wa itsu made mo wakai (死者はいつまでも若い?) (documentaire)
- 1991 : Kyoto for My Mother's Place (キョート・マイ・マザーズ・プレイス?)[19] (documentaire)
- 1994 : Cent ans de cinéma japonais (日本映画の百年, Nippon eiga no hyaku nen?)[20] (documentaire)

### Interviews filmées
- 1993 : My Life in Cinema : Hideo Oba (わが映画人生 大庭秀雄監督編, Waga eiga jinsei: Ōba Hideo kantoku hen?) : Nagisa Ōshima interviewe Hideo Ōba[21],[22]
- 1996 : My Life in Cinema : Akira Kurosawa (わが映画人生 黒澤明監督編, Waga eiga jinsei: Kurosawa Akira kantoku hen?) : Nagisa Ōshima interviewe Akira Kurosawa[23],[22]

### Apparitions comme acteur
- 1976 : Tombe de yakuza et fleur de gardénia (やくざの墓場 くちなしの花, Yakuza no hakaba: Kuchinashi no hana?) de Kinji Fukasaku : Muramoto

## Distinctions
Sauf indication contraire, les informations mentionnées dans cette section peuvent être confirmées par la base de données cinématographiques IMDb,  présente dans la section « Liens externes ».

### Décorations
- 2000 : récipiendaire de la médaille au ruban pourpre
- 2001 : récipiendaire de l'ordre des Arts et des Lettres

### Récompenses
- 1960 : prix du nouveau réalisateur de la Directors Guild of Japan pour Contes cruels de la jeunesse[24]
- 1961 : prix Blue Ribbon du meilleur nouveau réalisateur pour Contes cruels de la jeunesse, L’Enterrement du soleil et Nuit et brouillard au Japon
- 1969 : prix Kinema Junpō du meilleur scénario pour La Pendaison[25]
- 1972 : prix Kinema Junpō du meilleur film, du meilleur réalisateur et du meilleur scénario pour La Cérémonie[25]
- 1972 : prix Mainichi du meilleur scénario pour La Cérémonie[26]
- 1976 : Sutherland Trophy pour L'Empire des sens au festival du film de Londres
- 1976 : prix spécial du jury pour L'Empire des sens au festival international du film de Chicago
- 1978 : prix de la mise en scène pour L'Empire de la passion au festival de Cannes[27]
- 1984 : prix Kinema Junpō du meilleur film (choix des lecteurs) pour Furyo[28]
- 1984 : prix Mainichi du meilleur film, du meilleur réalisateur et du meilleur scénario pour Furyo[29]
- 2000 : prix Blue Ribbon du meilleur film et du meilleur réalisateur pour Tabou[30]

### Nominations et sélections
- 1971 : Gold Hugo du meilleur film pour La Cérémonie au festival international du film de Chicago
- 1972 : sélection à la Mostra de Venise pour Une petite sœur pour l’été[31]
- 1978 : en compétition pour la Palme d'or avec L'Empire de la passion au festival de Cannes[27]
- 1979 : prix du meilleur réalisateur pour L'Empire de la passion aux Japan Academy Prize[32]
- 1983 : en compétition pour la Palme d'or avec Furyo au festival de Cannes[33]
- 1984 : prix du meilleur réalisateur pour Furyo aux Japan Academy Prize[34]
- 1986 : en compétition pour la Palme d'or avec Max mon amour au festival de Cannes[35]
- 2000 : en compétition pour la Palme d'or avec Tabou au festival de Cannes[36]
- 2000 : prix du meilleur film, du meilleur réalisateur et du meilleur scénario pour Tabou aux Japan Academy Prize[37]

## Postérité

### Le prix Ōshima
Depuis 2020, le prix Ōshima est décerné dans le cadre du Pia Film Festival (en), il vise à récompenser de jeunes et nouveaux talents qui ouvrent la voie à l'avenir du cinéma japonais. Le tout premier prix Ōshima est décerné à la réalisatrice Kaori Oda.

### Rétrospectives
- Le festival des trois continents programme une rétrospective de 17 films de Nagisa Ōshima lors de son édition 2007[39] ;
- Le festival international du film de Saint-Sébastien programme une rétrospective de 23 films de Nagisa Ōshima du 20 au 28 septembre 2013 lors de sa 61e édition[40] ;
- La Cinémathèque française consacre une vaste rétrospective de 27 films ainsi que de 27 films réalisés pour la télévision de Nagisa Ōshima du 4 mars 2015 au 2 mai 2015[41].